# Arenetra genangusta
Arenetra genangusta là một loài tò vò trong họ Ichneumonidae.